# Miguel Chevalier
Miguel Chevalier (Ciutat de Mèxic, 1959) és un dels artistes digitals de referència en l'actualitat, considerat internacionalment com un dels pioners de Videoart, concretament, de l'art virtual, digital i numèric. Des de 1985 viu i treballa a París (França),
 té nacionalitat mèxicano-francesa.

## Biografia
Miguel Chevalier es va diplomar a l'Ecole Nationale Supériure des Beaux-Arts de Paris l'any 1981, el 1983 a l'Ecole Nationale Supériure des Arts Décoratifs de París, i el 1983 es va llicenciar en art i arqueologia, a la Universitat de París La Sorbona; aquest mateix any també es va llicenciar en arts plàstiques a la Université de Paris Saint-Charles. Ha estat mereixedor de diverses beques, la primera d'elles, el 1983, la Lavoisier concedida pel Ministeri de Relacions Exteriors de França, per estudiar al Pratt Institute, de Nova York (EUA), i altres distincions com la que el va portar entre 1993 i 1994 a ser artista resident a la Vila Kujoyama de Kyoto (Japó).
Entre 1986 i 1999, també ha desenvolupat la vessant pedagògica, com a fundador i/o director de tallers relacionats amb la infografia, fent-se càrrec de cursos, o intervenint amb conferències o altre tipus d'actes o estudis relacionades amb el seu art, a més és autor de diversos articles a diaris i revistes.
Durant la seva infantesa s'encantava amb els contes o les aventures que s'imaginava o que llegia en les revistes il·lustrades, i que han influït en la seva obra, plena de jungles fantàstiques, catifes voladores, o focs d'artifici.

## Trajectòria
Malgrat que Chevalier en la seva època d'estudiant es va interessar per l'obra en vídeo del Sud-coreà Nam June Paik, o en els rayogrames de Man Ray i d'altres artistes, es va sentir lluny de la figuració lliure, dels neo-expressionistes alemanys, del grafit i dels pintors italians reunits al voltant d'Achille Bonito Oliva i va preferir explorar territoris encara verges i crear una nova escriptura amb l'ajut dels estris informàtics, que va aprendre a manejar com a artista i autodidacta.
Des de principis dels anys 1980 la seva obra utilitza com a llenguatge plàstic només els nous mitjans que la informàtica li permeten, i malgrat que en moments ha causat escepticisme per aquells que s'han demanat si era un tècnic o un artista, ha situat a Chevalier en l'avantguarda internacional, com un pioner en l'art virtual i l'art digital, i l'han convertit en un dels artistes contemporanis més significatius.
La major complexitat de l'obra de Chevalier ha anat paral·lela a l'evolució de la informàtica, que l'han portat a treballar els darrers anys en col·laboració d'experts en la matèria, com els que l'han ajudat en la realització de les obres de les seves darreres exposicions, com Power Pixels 2014, en les quals el pixel ampliat és treballat, fix o en moviment, com si es tractés d'una pinzellada pictòrica, i amb les quals, gairebé sempre, l'espectador pot interactuar.
Al llarg de la seva trajectòria, temes com el clonatge, les nano-tecnologies, la robòtica, la realitat virtual, la realitat augmentada, constitueixen la base de la seva reflexió, i de les seves creacions que es modelitzen i simulen les condicions de vida dels éssers vius, animals o vegetals, en aquest darrer cas, inspirant-se en els models científics desenvolupats per l'institut nacional de la recerca agronòmica (INRA), del l'estat Francés.
Miguel Chevalier, suscita l'interès i la imaginació de l'espectador amb tots aquells ressorts que li ofereixen les eines informàtiques actuals i les noves tecnologies, però amb propostes de l'art de tots els temps: els éssers vius i la seva naturalesa, l'activitat humana des de diverses vessants: els seus desplaçaments, la seva industria, les comunicacions, els paisatges. En tant que artista, fa la impressió d'exercir diversos rols alhora, com a botànic, jardiner, paisatgista i científic.
És seva aquesta reflexió: No és perquè utilitzo l'ordinador que soc modern

## Context
El tipus d'art de Miguel Chevalier forma part, juntament amb altres formes d'art electrònic, de l'anomenat art multimèdia (en anglès media art), i que es defineix com a art contemporani que utilitza les noves tecnologies de la comunicació, entre les quals el vídeo, aparegut als anys seixanta, n'és el pioner. Art que depenent del context en què es desenvolupa dona lloc a diversos tipus d'expressions que fan referència a un mateix tipus d'obres: vídeo independent, vídeo alternatiu, videoart, vídeo de creació, etc., en definitiva vídeo, com a mitja de comunicació i de creativitat artística. El context històric d'aquesta nova forma de manifestació artística és el de la dècada dels anys seixanta i setanta del segle xx, en què van confluir una determinada situació política internacional i avanços tecnològics, entre ells l'aparició de la televisió com a mitjà hegemònic i un determinat sentiment cultural que va possibilitar determinats moviments artístics, que utilitzaven el vídeo com a mitjà per al desenvolupament de dues activitats diferents: l'artística, que esdevindria en l'anomenat videoart i l'activista i comunitària, dominada per una vocació política i revolucionària.
L'any 1958, un abans del naixement de Chevalier, es va celebrar a Düsseldorf (Alemanya) una exposició antològica sobre el dadaisme organitzada per creadors europeus i nord-americans, de disciplines artístiques variades, que liderats pel lituà George Maciunas es va constituir en un grup homogeni, internacional i nòmada, que durant el Festival de Wiesbaden (setembre del 1962) va assumir per primera vegada el nom de Fluxus (fluïdesa), amb el qual s'identificava un moviment avantguardista transgressor dels cànons acadèmics, artístics i culturals. Els membres de dit moviment, entre ells el mateix Maciunas, Robert Fillou, Nam juny Paik, Wolf Vostell, i fins quasi 300 més, eren canviants i van anar entrant i sortint del grup durant els gairebé vint anys de la seva duració, coincidents amb l'etapa de formació acadèmica de Chevalier, segons el qual, a principis dels anys 1980 a Belles Arts de París, juntament amb altres estudiants es plantejava qué fer amb totes les de-construccions i negacions del camp de l'art i de la pintura. Dins d'aquest context, Chevalier se sentia lluny d'aquests moviments, i desitjava explorar nous territoris, com demostra la seva trajectòria i la seva obra, que ha rebut la influència d'artistes i professionals de disciplines diverses, coetanis o no, amb molts dels quals ha col·laborat, des d'informàtics del col·lectiu Music2eye, amb els que a principis dels anys 2000, va concebre Sur-Natures, compositors com Michael Redolfi i Jacob Baboni-Schilingui a L'origen del món i molts d'altres.
Des de la seva legitimació, a la dècada del 1970, el videoart o vídeo de creació, s'ha consolidat com una disciplina artística més amb les seves diverses vessants, les trajectòries personals dels seus autors, i les seves manifestacions, que van des de la utilització de la imatge corporal per expressar la seva subjectivitat, les seves emocions, explicar les seves ideés, la seva sexualitat, en definitiva, narrar la pròpia vida o la dels altres, com fa Antonio Perumanes en la seva obra videogràfica Mortalla (1994), o els autoretrats de Marina Abramovic i Orlan, i la videodansa que van iniciar el realitzador Charles Atlas i el creador de dansa contemporània Merce Cunningham, fins al vídeoart compromès que opta per la crítica social i política, el qüestionament dels mitjans de comunicació de massa i la discriminació cultural o de gènere, dels que en són exponents Fred Forest, Antoni Muntadas, Ingo Günther, Marcelo Expósito, o Marta Rosler. Altres opten per l'aspecte narratiu explicant històries intimes i relats viatgers, com la nord-americana Sadie Benning, Joe Gibbon, Steve Reinke, el nord-americà Adam Cohen o el francès Robert Cahen, que realitza les seves obres a partir d'imatges que evolucionen amb el temps.
Una de les principals aportacions de Miquel Chavelier en aquest context del videoart o del vídeo de creació, és el fet d'haver explorat, territoris encara verges al començar la seva activitat artística i crear una nova escriptura amb l'ajut dels estris informàtics.
Els autors més rellevants actualment, del vídeo de creació són els nord-americans Bill Viola, per a qui el vídeo és un instrument d'investigació de la realitat que pot fer visible el que no és i Gary Hill per a qui el so i el llenguatge són els materials responsables de l'estructura de les imatges, i el català Antoni Muntadas qui sense abandonar el seu interès per l'art compromès relacionat amb els mitjans de comunicació, s'interessa pel mateix context de l'art analitzant la tasca dels seus mediadors, la seva audiència, els sistemes de codificació i els processos d'informació, essent el seu lema: fer visible l'invisible.
Com en altres disciplines artístiques, els videocreadors realitzen i/o mostren les seves obres de manera individual, però també conjunta, com Pia MYrvolD, Orlan, ja citat, i Anne Senstad, amb els que Miguel Chevalier, va participar col·lectivament en l'exposició "Les metamorfosis del Virtual, 100 anys d'art i de llibertat", a l'oficina de la Zettere, dins el context de la 55à Biennal de Venècia (Itàlia) l'any 2013.

## Obra
L'obra de Miguel Chevalier és molt àmplia i variada, experimental i de disciplina plural, i formula de nou els aspectes essencials de la història de l'art. La seva temàtica és diversa i alhora recurrent, com els fluxos i les recerques, les ciutats virtuals i les arabesques, la relació entre la natura i l'artifici. Entre els seus treballs, hi ha obres de diversa envergadura, des d'obres arquitectòniques i comandes públiques fins a les creacions per a iPhone i iPad, passant per les instal·lacions de vídeo, Dvd

### Obres representatives/sèries

#### Altra Natura
Videocreacions, en les quals Miquel Chevalier evoca virtualment temes relacionats amb elements vegetals, jardins virtual, plantes que neixen, creixen i moren, l'origen del món i la natura en general, com el nom de les seves séries suggereixen:
- Trans-natures[7]
- L'origen del món[7]
- Segona natura[7]
- Fractal Flowers[7]
- Sub-natures[7]
- Paisatges imaginaris[7]

#### Ciutats Digitals
Arquitectures virtuals que es despleguen sense límit constituint un paisatge que ho engloba tot, la imatge d'un món com, segons Chevalier, el podem veure actualment. La vila ho devora tot, l'espai es fragmenta, caòtic, plural. Les megalòpolis s'ajunten unes amb les altres, al contrari del que passava a mitjans del segle xix, en què els grans urbanistes com Ildefons Cerdà, Georges-Eugène Haussmann i Otto Wagner estructuraven les ciutats segons els principis de llegibilitat, visibilitat i l'harmonització dels fluxos humans.
- Mega-ciutats[8]

#### Fluxes i recerques
Creacions fixes o en moviment en les quals els píxels ampliats substitueix a la pinzellada pictòrica.
- La vaguetat dels píxels[9]
- Vaguetat binaria[9]
- Píxels líquids[9]
- Interconnexió (La retrobada de dos mons)[9]

#### Arabesques digitals
Instal·lacions virtuals generatives i a voltes interactives, de diversos dissenys i colors, que esdevenen catifes màgiques projectades a terra, rosetons a les parets, o flocs de neu augmentats.
- Tapissos màgics[10]
- Rosetons digitals[10]
- Flocs digitals[10]
- Arabesques numèriques[10]

#### Representacions
Més conegudes com a performances (de l'anglès). Obres diverses, des de vídeos numèrics projectats en pantalles, amb motiu dels Jocs Olímpics de 1992, fins als recents cossos humans de forma pixelada, utilitzant la tecnologia 3D.
- Esports i medias[11]
- Antropometria[11]
- Body Voxels[11]

S'han publicat diverses monografies sobre la seva obra, com l'editada per Edicions Flammarion que abasta el període de 1981 a 2000, i la que compren des de 2000 a 2008, publicada per Edicions Monografik l'any 2008.

## Exposicions
L'obra de Chevalier ha estat exposada en prestigiosos museus, festivals, centres internacionals d'art contemporani i esdeveniments d'arreu del món, com per exemple l'edició de 2014 de la fira Art Paris, que es va inaugurar amb una obra de dit autor que va cobrir virtualment la façana del Grand Palais.
Des de 1982, ha fet nombroses exposicions col·lectives i individuals, les més importants de les quals són:
- Baroque & classique, Granit Centre d'art contemporain, Belfort, França. (1987)
- Performances, “Jeux Olympiques d'hiver”, Alberbille, Franca, i Barcelona, Espanya (1992)
- Oro negro, Museo de arte de la Universidad Nacional de Colombia, Bogota, Colombia (1994)
- Contre Nature, Villa Kujoyama, Kyoto, Japó (1994)
- Oro negro, Museo de arte Alvar y Carment T. De Carrillo Gil, Mèxic, Mèxic (1996)
- Périphérie, Espai Pierre Cardin, Paris, França (1998)
- Croissances & Mutations, Espai Landowski, Boulogne-Billancourt, França (1999)
- Digital World, Espai Paul Ridard, París, França (2000)
- Metàpolis, MARCO, Museo de arte contemporáneo, Monterrey (Mèxic) (2002)
- La Croisée des Réseaux, "Nuit Blanche", Bourse de Commerce, París, França (2003)
- Tisser les réseaux, "Fête des lumières", Cité Internationale, Lyon, França (2003)
- Metacités, Galeria Suzanne Tarasiève, París, França, 2004
- Ultra-Nature, métro Central Station, Museu d'art Modern Astrup Feamley, Oslo, Noruega (2004)
- Supra-Natura, "Festival internacional de Buenos Aires", Alliance Française, Buenos Aires, Argentina (2005)
- Paradís Artificiel, Galeria de las Galerias Lafayette, París, França (2007)
- Fractal Flowers, Galeria Suanne Tarasiève, París, França (2008)
- Power Pixels, Galeries Georges Vemei Carron, Lyon, França (2009)
- Sur-Natures in vitro, Centre Georges Pompidou, París, França (2005)
- Arabesques numériques 2, Palau Ksar Char Bagh, Marrakech, Marruecos (2006)
- Pixels liquides, "Nuit Blanche", Fnac/Forum des Halles, París, França(2009)
- De la nature symbolique aux jardins virtuels, Museu Maurice Denis, Saint-Germain-en-Laye, França (2010)
- Digital arabesques, Comiche d'Abou Dabi, amb l'Alliança Francesa s'Abu Dabi, Abu Davi (2011)
- Nuage Fractal, Château de Dravert, La Guiche, França (2012)
- La Vague des Pixels, Festival Mai Numérique, cour du Château comptal de la citéde Carcassone, França (2012)
- Rosaces Digitales, Festival Chemins d'art en Armagnac, Església d'Aurens, Castelnau-sur-Auvignon, França (2012)
- Digital Paradise, Galeria Puerta Roja, Hong Kong (2014)
- Paradis Artificiels, Museu d'art modern, Céret, França (2014)
- Fractal Flowers,Château de la Cité de Carcassone, França (2013)
- Power Pixels,Wood Street Galleries, Pittsburgh, USA (2013)
- Paradis Artificiels, Museu d'Art modern, Céret, França (2014)
- Power Pixels 2014, Fundació Stämpfli-Art Contemporani, Sitges, Catalunya, Estat Espanyol (2014)